# Coupe d'Irlande du Nord de football 2015-2016
Navigation
Édition précédente Édition suivante
La coupe d'Irlande du Nord de football 2015-2016 est la 136e édition de cette compétition. Elle commence le 18 août 2015 pour se terminer le 7 mai 2016 par la finale disputée à Windsor Park. La compétition est sponsorisée par Tennent's Lager.
Le Glentoran Football Club est le tenant du titre depuis sa victoire en finale en 2015 contre le Portadown Football Club. Le vainqueur de la compétition est qualifié pour la Ligue Europa 2016-2017.
Le 7 mai 2016, le Glenavon Football Club remporte la compétition en battant en finale sur le score de 2 buts à 0 le Linfield Football and Athletic Club.

## Premier tour
| Club recevant          | Score        | Club visiteur              | Lieu de la rencontre | Date    |
| ---------------------- | ------------ | -------------------------- | -------------------- | ------- |
| Newcastle FC           | 3-2          | Ballynahinch Olympic       |                      | 18 août |
| Drumaness Mills        | 1-4          | Dunloy FC                  |                      | 20 août |
| Ballynure Old Boys     | 1-2          | Sirocco Works FC           |                      | 21 août |
| Abbey Villa            | 4-1          | UUJ                        |                      | 22 août |
| Ardstraw               | 1-5          | Newry City FC              |                      | 22 août |
| Ballynahinch United    | 2-4          | Valley Rangers             |                      | 22 août |
| Ballywalter Recreation | 4-2          | Iveagh United              |                      | 22 août |
| Bloomfield FC          | 1-4          | Desertmartin FC            |                      | 22 août |
| Chimney Corner         | 3-3 t. a. b. | Downshire Young Men        |                      | 22 août |
| Comber Recreation      | 3-0          | Windmill Stars             |                      | 22 août |
| Craigavon City         | 3-4          | Lower Maze FC              |                      | 22 août |
| Crumlin Star           | 3-0          | Shorts Brothers FC         |                      | 22 août |
| Crumlin United         | 3-2          | Nortel FC                  |                      | 22 août |
| Derriaghy Cricket Club | 3-2          | Orangefield Old Boys       |                      | 22 août |
| Donard Hospital        | 2-4          | Shankill United            |                      | 22 août |
| Dromara Village        | 2-1          | Colin Valley               |                      | 22 août |
| Dromore Amateurs       | 3-4          | Lisburn Rangers            |                      | 22 août |
| Dundonald FC           | 3-2          | Broomhill FC               |                      | 22 août |
| Dungiven Celtic        | 1-5          | Newtowne FC                |                      | 22 août |
| Dunmurry Young Men     | 8-1          | Laurelvale                 |                      | 22 août |
| East Belfast           | 1-2          | Ards Rangers FC            |                      | 22 août |
| Fivemiletown United    | 2-3          | St Mary's Youth FC         |                      | 22 août |
| Grove United           | 0-1          | Malachians FC              |                      | 22 août |
| Hanover FC             | 5-1          | Ballymoney United          |                      | 22 août |
| Immaculata FC          | 2-1          | 1st Bangor Old Boys        |                      | 22 août |
| Killyleagh Youth       | 3-2          | Bryansburn Rangers         |                      | 22 août |
| Lurgan Town            | 0-1          | Wellington Recreation      |                      | 22 août |
| Magherafelt Sky Blues  | 1-2          | Brantwood FC               |                      | 22 août |
| Moneyslane FC          | 2-1          | Barn United                |                      | 22 août |
| Mossley FC             | 1-3          | 18th Newtownabbey Old Boys |                      | 22 août |
| Newbuildings United    | 2-3          | Crewe United               |                      | 22 août |
| Oxford Sunnyside       | 2-7          | Rosario YC                 |                      | 22 août |
| Portaferry Rovers FC   | 0-3          | Banbridge Rangers          |                      | 22 août |
| Rathcoole FC           | 3-2          | Ballymacash Rangers        |                      | 22 août |
| Rathfern Rangers       | 4-2          | Richhill FC                |                      | 22 août |
| Saintfield United      | 1-2          | Ardglass FC                |                      | 22 août |
| Seapatrick FC          | 1-0          | Killymoon Rangers FC       |                      | 22 août |
| St Patrick's Young Men | 2-1          | Markethill Swifts          |                      | 22 août |
| Strabane Athletic      | 11-0         | Kilmore Recreation         |                      | 22 août |
| Tandragee Rovers       | 1-0          | Albert Foundry             |                      | 22 août |
| Trojans FC             | 2-1          | Islandmagee FC             |                      | 22 août |

## Deuxième tour
| Club recevant              | Score           | Club visiteur       | Lieu de la rencontre | Date           |
| -------------------------- | --------------- | ------------------- | -------------------- | -------------- |
| 18th Newtownabbey Old Boys | 1-3             | Abbey Villa FC      |                      | 3 octobre 2015 |
| Ardglass FC                | 3-1             | Killyleagh Youth    |                      | 3 octobre      |
| Ards Rangers               | 4-1             | Strabane Athletic   |                      | 3 octobre      |
| Ballywalter Recreation     | 0-4             | Tandragee Rovers    |                      | 3 octobre      |
| Banbridge Rangers          | 2-0             | Seapatrick FC       |                      | 3 octobre      |
| Brantwood FC               | 2-3             | Sirocco Works FC    |                      | 3 octobre      |
| Crumlin Star               | 2-1             | Newry City AFC      |                      | 3 octobre      |
| Crumlin United             | 9-1             | Seagoe FC           |                      | 3 octobre      |
| Derriaghy Cricket Club     | 1-6             | Trojans FC          |                      | 3 octobre      |
| Desertmartin               | 1-2             | Lisburn Rangers     |                      | 3 octobre      |
| Downshire Young Men        | 4-2             | Moneyslane FC       |                      | 3 octobre      |
| Dromara Village            | 2-1             | Newcastle FC        |                      | 3 octobre      |
| Dunloy FC                  | 2-10            | Dundonald FC        |                      | 3 octobre      |
| Dunmurry Recreation        | 5-3             | Hanover FC          |                      | 3 octobre      |
| Groomsport FC              | 1-4             | Newtowne FC         |                      | 3 octobre      |
| Immaculata FC              | 10-0            | Dunmurry Young Men  |                      | 3 octobre      |
| Larne Tech Old Boys        | 2-2 t. a. b.4-5 | Oxford United Stars |                      | 3 octobre      |
| Malachians                 | 0-1             | Comber Recreation   |                      | 3 octobre      |
| Rathcoole FC               | 1-2             | Lower Maze FC       |                      | 3 octobre      |
| Rathfriland Rangers        | 1-0             | Crewe United        |                      | 3 octobre      |
| St Mary's FC               | 3-1             | Downpatrick FC      |                      | 3 octobre      |
| St Patrick's Young Men     | 4-1             | Shankill United     |                      | 3 octobre      |
| Valley Rangers FC          | 3-1             | Rathfern Rangers    |                      | 3 octobre      |
| Wellington Recreation      | 2-1             | Rosario YC          |                      | 3 octobre      |

## Troisième tour
| Club recevant        | Score           | Club visiteur            | Lieu de la rencontre | Date            |
| -------------------- | --------------- | ------------------------ | -------------------- | --------------- |
| Abbey Villa          | 1-1 t. a. b.4-2 | Dollingstown FC          |                      | 7 novembre 2015 |
| Ards Rangers         | 4-1             | St Mary's FC             |                      | 7 novembre      |
| Comber Recreation FC | 3-4             | Ardglass FC              |                      | 7 novembre      |
| Crumlin Star         | 5-0             | Dundonald FC             |                      | 7 novembre      |
| Downshire Young Men  | 2-3             | Crumlin United           |                      | 7 novembre      |
| Immaculata FC        | 4-2             | Lower Maze FC            |                      | 7 novembre      |
| Lisburn Rangers      | 3-0             | Tandragee Rovers         |                      | 7 novembre      |
| Newtowne FC          | 3-2             | Dromara Village          |                      | 7 novembre      |
| Oxford United Stars  | 1-0             | St Patrick's Young Men   |                      | 7 novembre      |
| Rathfriland Rangers  | 4-2             | Sirocco Works FC         |                      | 7 novembre      |
| Trojans FC           | 5-0             | Banbridge Rangers        |                      | 7 novembre      |
| Valley Rangers FC    | 0-2             | Wellington Recreation FC |                      | 7 novembre      |

## Quatrième tour
Le tirage au sort du quatrième tour a lieu le 10 novembre 2015. Les matchs s'étalent entre le 5 décembre et le 2 janvier. Ce tour voit l'entrée en lice des 28 équipes du Championship soit l'équivalent des deuxièmes et troisièmes divisions. Elle rejoignent les douze équipes restantes après le troisième tour.
| Club recevant           | Score           | Club visiteur          | Lieu de la rencontre | Date            |
| ----------------------- | --------------- | ---------------------- | -------------------- | --------------- |
| Annagh United           | 2-1             | Dollingstown FC        |                      | 5 décembre 2015 |
| Ards FC                 | 7-0             | Donegal Celtic         |                      | 5 décembre      |
| Ards Rangers            | 2-3             | Oxford United Stars    |                      | 5 décembre      |
| Armagh City             | 3-0             | Lisburn Rangers        |                      | 5 décembre      |
| Ballyclare Comrades     | 0-1             | Crumlin Star           |                      | 5 décembre      |
| Banbridge Town          | 3-3 t. a. b.3-2 | Crumlin United         |                      | 5 décembre      |
| Dundela FC              | 0-2             | Immaculata FC          |                      | 5 décembre      |
| Harland & Wolff Welders | 3-2             | Wellington Recreation  |                      | 5 décembre      |
| Loughgall FC            | 2-1             | Trojans FC             |                      | 5 décembre      |
| Lurgan Celtic           | 4-0             | Ardglass FC            |                      | 5 décembre      |
| Newington YC            | 1-2 a. p.       | PSNI                   |                      | 5 décembre      |
| Queen's University      | 1-2             | Tobermore United       |                      | 5 décembre      |
| Wakehurst               | 1-1 t. a. b.3-2 | Glebe Rangers          |                      | 5 décembre      |
| Bangor FC               | 5-0             | Coagh United           |                      | 8 décembre      |
| Institute FC            | 1-1 t. a. b.5-4 | Newtowne FC            |                      | 9 décembre      |
| Dergview FC             | 1-2             | Sport & Leisure Swifts |                      | 19 décembre     |
| Larne FC                | 2-0             | Limavady United        |                      | 19 décembre     |
| Distillery FC           | 2-3 a. p.       | Knockbreda FC          |                      | 19 décembre     |
| Portstewart FC          | 3-1             | Moyola Park            |                      | 19 décembre     |
| Abbey Villa             | 0-4             | Rathfriland Rangers    |                      | 2 janvier       |

## Cinquième tour
| Club recevant           | Score            | Club visiteur         | Lieu de la rencontre | Date            |
| ----------------------- | ---------------- | --------------------- | -------------------- | --------------- |
| Banbridge Town          | 0-2              | Carrick Rangers       |                      | 9 janvier 2016  |
| Crumlin Star            | 3-2              | Oxford United Stars   |                      | 9 janvier       |
| Harland & Wolff Welders | 1-4              | Glenavon FC           |                      | 9 janvier       |
| Loughgall FC            | 5-2              | Larne FC              |                      | 9 janvier       |
| Lurgan Celtic           | 2-1              | Bangor FC             |                      | 9 janvier       |
| Sport & Leisure Swifts  | 3-2 ap           | Institute FC          |                      | 9 janvier       |
| Tobermore United        | 0-2              | PSNI                  |                      | 9 janvier       |
| Armagh City             | 2-2 t. a. b. 4-1 | Portstewart FC        |                      | 9 janvier       |
| Cliftonville FC         | 2-0              | Immaculata FC         |                      | 9 janvier       |
| Coleraine FC            | 2-2 t. a. b. 4-2 | Ballinamallard United |                      | 9 janvier       |
| Crusaders FC            | 3-0              | Rathfriland Rangers   |                      | 9 janvier       |
| Dungannon Swifts'       | 4-3              | Warrenpoint Town      |                      | 9 janvier       |
| Linfield FC             | 2-1 ap           | Ballymena United      |                      | 9 janvier       |
| Portadown FC            | 6-1              | Wakehurst FC          |                      | 9 janvier       |
| Annagh United           | 1-5              | Knockbreda FC         |                      | 19 janvier 2016 |
| Glentoran FC            | 4-1              | Ards FC               |                      | 19 janvier      |

## Sixième tour
| Club recevant    | Score | Club visiteur          | Lieu de la rencontre | Date            |
| ---------------- | ----- | ---------------------- | -------------------- | --------------- |
| Loughgall FC     | 2-0   | PSNI                   | Lakeview Park        | 6 février 2016  |
| Lurgan Celtic    | 1-0   | Knockbreda FC          | Knockrammer Park     | 6 février       |
| Cliftonville FC  | 4-0   | Sport & Leisure Swifts | Stade de Solitude    | 6 février       |
| Dungannon Swifts | 1-3   | Crusaders FC           | Stangmore Park       | 6 février       |
| Glentoran FC     | 1-4   | Glenavon FC            | The Oval             | 6 février       |
| Linfield FC      | 7-0   | Armagh City            | Windsor Park         | 6 février       |
| Portadown FC     | 3-1   | Coleraine FC           | Shamrock Park        | 6 février       |
| Carrick Rangers  | 1-0   | Crumlin Star           | Seaview              | 15 février 2016 |

## Quarts de finale
| Club recevant   | Score | Club visiteur   | Lieu de la rencontre       | Date        |
| --------------- | ----- | --------------- | -------------------------- | ----------- |
| Crusaders FC    | 3-0   | Carrick Rangers | Seaview, Belfast           | 5 mars 2016 |
| Cliftonville FC | 0-3   | Linfield FC     | Stade de Solitude, Belfast | 5 mars      |
| Glenavon FC     | 2-1   | Loughgall FC    | Mourneview Park, Lurgan    | 5 mars      |
| Portadown FC    | 2-3   | Lurgan Celtic   | Shamrock Park, Portadown   | 5 mars      |

## Demi-finales
| Demi-finale 1        | Glenavon FC             | 4-3   | Crusaders FC                 | Windsor Park |  |
| 1er avril 2016 19:45 | Braniff 27e 43e 53e 72e | (2-2) | Snoddy 24e 28e · Heatlay 47e |              |  |

| Demi-finale 2        | Linfield FC         | 3-0 | Lurgan Celtic | Windsor Park |  |
| 1er avril 2016 15:00 | Burns 60e 80e 90+2e |     |               |              |  |

## Finale
| Finale           | Glenavon FC            | 2 - 0   | Linfield FC | Windsor Park                                           |                                                        |
| 7 mai 2016 14:30 | Braniff 45e · Hall 48e | (1 - 0) |             | Spectateurs : 11 500 Arbitrage : Raymond Heatherington | Spectateurs : 11 500 Arbitrage : Raymond Heatherington |